# Orah
Orah je vesnice v Chorvatsku ve Splitsko-dalmatské župě. Nachází se blízko hranic s Bosnou a Hercegovinou a je součástí města Vrgorac, od něhož se nachází asi 4 km severovýchodně. V roce 2011 zde trvale žilo 268 obyvatel. Nejvíce obyvatel (685) zde žilo v roce 1869. Název doslova znamená ořech.
Vesnicí prochází župní silnice Ž6209. Nachází se zde hraniční přechod Orah-Orahovlje.

## Sousední sídla
| Růžice kompasu | Kašće (BiH) Stilja | Šipovača (BiH) | Veljaci (BiH)   | Růžice kompasu |
| Růžice kompasu | Prapatnice         | Sever          | Orahovlje (BiH) | Růžice kompasu |
| Růžice kompasu | Prapatnice         | Orah           | Orahovlje (BiH) | Růžice kompasu |
| Růžice kompasu | Prapatnice         | Jih            | Orahovlje (BiH) | Růžice kompasu |
| Růžice kompasu | Banja              | Podprolog      | Grab (BiH)      | Růžice kompasu |